# Verklista för Aleksandr Skrjabin
Verklista för den ryske tonsättaren Aleksandr Skrjabin.

## Pianosonater
| I denna artikel     |
| används tonnamnen   |
| B♭ och H.           |
| Se olika skrivsätt. |

- Sonata-Fantaisie i giss-moll
- Sonat nr 1 i f-moll, op. 6
- Sonat nr 2 i giss-moll, op. 19
- Sonat nr 3 i fiss-moll, op. 23
- Sonat nr 4 i Fiss-dur, op. 30
- Sonat nr 5, op. 53
- Sonat nr 6, op. 62
- Sonat nr 7, Vit mässa, op. 64
- Sonat nr 8, op. 66
- Sonat nr 9, Svart mässa, op. 68
- Sonat nr 10, op. 70

## Andra pianoverk
- Fantaisi i h-moll, op. 28
- Vers la flamme, op. 72
- Etyd i diss-moll, op. 8, nr 12
- Etyd i ciss-moll, op. 2, nr 1

## Orkesterverk
- Pianokonsert i fiss-moll, op. 20
- Rêverie, op. 24
- Symfoni nr 1 i E-dur, op. 26
- Symfoni nr 2  i c-moll, op. 29
- Symfoni nr 3, Le divin poème i c-moll, op. 43
- Symfoni nr 4 Le poème de l'extase, op. 54
- Prometheus: Le poème de feu, op. 60
- Mystères (ofullbordad)

## Verk utan opusnummer
- Kanon i d-moll (1883)
- Nocturne i Ass-dur (1884)
- Mazurka  (1884)
- Mazurka  (1886)
- Vals i Dess-dur (1886)
- Vals i giss-moll (1886)
- Sonatfantasi (1886)
- Egorovavariationer (1887)
- Fantasi för två pianon i a-moll (1889)
- Mazurka i F-dur (1889)
- Mazurka i h-moll (1889)
- Feuillet d'album i Ass-dur (1889)
- Sonat i ess-moll (1889)
- Romans för horn (1890)
- Fuga i e-moll (1892)
- Romans för röst (1894)
- Symfoniskt poem i d-moll (1896)
- Feuillet d'album i Fiss-dur (1905)

## Verk i opusordning

### Opus 1–29
- Vals op. 1 i f-moll (1886)
- Opus 2 Trois Morceaux (1889)
  - Etyd op. 2 nr 1 i ciss-moll
  - Preludium op. 2 nr 2 i H-dur
  - Impromptu à la Mazur op. 3 nr 3 i C-dur
- Opus 3 Tio Mazurkor (1889)
  - Mazurka op. 3 nr 1 i h-moll
  - Mazurka op. 3 nr 2 i fiss-moll
  - Mazurka op. 3 nr 3 i g-moll
  - Mazurka op. 3 nr 4 i E-dur
  - Mazurka op. 3 nr 5 i diss-moll
  - Mazurka op. 3 nr 6 i ciss-moll
  - Mazurka op. 3 nr 7 i e-moll
  - Mazurka op. 3 nr 8 i b♭-moll
  - Mazurka op. 3 nr 9 i giss-moll
  - Mazurka op. 3 nr 10 i ess-moll
- Opus 4 Allegro appasionato i ess-moll (1892)
- Opus 5 Två Nocturner (1890)
  - Nocturne op. 5 nr 1 i fiss-moll
  - Nocturne op. 5 nr 2 i A-dur
- Opus 6 Sonat nr 1 i f-moll (1892)
- Opus 7 Två Impromptu à la Mazur (1892)
  - Impromptu op. 7 nr 1 i giss-moll
  - Impromptu op. 7 nr 2 i fiss-moll
- Opus 8 Tolv Etyder (1894)
  - Etyd op. 8 nr 1 i ciss-moll
  - Etyd op. 8 nr 2 i fiss-moll
  - Etyd op. 8 nr 3 i h-moll
  - Etyd op. 8 nr 4 i H-dur
  - Etyd op. 8 nr 5 i E-dur
  - Etyd op. 8 nr 6 i A-dur
  - Etyd op. 8 nr 7 i b♭-moll
  - Etyd op. 8 nr 8 i Ass-dur
  - Etyd op. 8 nr 9 i giss-moll
  - Etyd op. 8 nr 10 i Dess-dur
  - Etyd op. 8 nr 11 i b♭-moll
  - Etyd op. 8 nr 12 i diss-moll
- Opus 9 Preludium och Nocturne för vänster hand (1894)
  - Preludium op. 9 nr 1 i ciss-moll
  - Nocturne op. 9 nr 2 i Dess-dur
- Opus 10 Två Impromptu (1894)
  - Impromptu op. 10 nr 1 i fiss-moll
  - Impromptu op. 10 nr 2 i A-dur
- Opus 11 24 Preludier (1896)
  - Preludium op. 11 nr 1 i C-dur
  - Preludium op. 11 nr 2 i a-moll
  - Preludium op. 11 nr 3 i G-dur
  - Preludium op. 11 nr 4 i e-moll
  - Preludium op. 11 nr 5 i D-dur
  - Preludium op. 11 nr 6 i h-moll
  - Preludium op. 11 nr 7 i A-dur
  - Preludium op. 11 nr 8 i fiss-moll
  - Preludium op. 11 nr 9 i E-dur
  - Preludium op. 11 nr 10 i ciss-moll
  - Preludium op. 11 nr 11 i H-dur
  - Preludium op. 11 nr 12 i giss-moll
  - Preludium op. 11 nr 13 i Gess-dur
  - Preludium op. 11 nr 14 i ess-moll
  - Preludium op. 11 nr 15 i Dess-dur
  - Preludium op. 11 nr 16 i b♭-moll
  - Preludium op. 11 nr 17 i Ass-dur
  - Preludium op. 11 nr 18 i f-moll
  - Preludium op. 11 nr 19 i Ess-dur
  - Preludium op. 11 nr 20 i c-moll
  - Preludium op. 11 nr 21 i Ass-dur
  - Preludium op. 11 nr 22 i g-moll
  - Preludium op. 11 nr 23 i F-dur
  - Preludium op. 11 nr 24 i d-moll
- Opus 12 Två Impromptu (1895)
  - Impromptu op. 12 nr 1 i Fiss-dur
  - Impromptu op. 12 nr 2 i b♭-moll
- Opus 13 Sex Preludier (1895)
  - Preludium op. 13 nr 1 i C-dur
  - Preludium op. 13 nr 2 i a-moll
  - Preludium op. 13 nr 3 i G-dur
  - Preludium op. 13 nr 4 i e-moll
  - Preludium op. 13 nr 5 i D-dur
  - Preludium op. 13 nr 6 i h-moll
- Opus 14 Två Impromptu (1895)
  - Impromptu op. 14 nr 1 i H-dur
  - Impromptu op. 14 nr 2 i fiss-moll
- Opus 15 Fem Preludier (1896)
  - Preludium op. 15 nr 1 i A-dur
  - Preludium op. 15 nr 2 i fiss-moll
  - Preludium op. 15 nr 3 i E-dur
  - Preludium op. 15 nr 4 i eiss-moll
  - Preludium op. 15 nr 5 i ciss-moll
- Opus 16 Fem Preludier (1895)
  - Preludium op. 16 nr 1 i H-dur
  - Preludium op. 16 nr 2 i giss-moll
  - Preludium op. 16 nr 3 i Gess-dur
  - Preludium op. 16 nr 4 i ess-moll
  - Preludium op. 16 nr 5 i Fiss-dur
- Opus 17 Sju Preludier (1896)
  - Preludium op. 17 nr 1 i d-moll
  - Preludium op. 17 nr 2 i Ess-dur
  - Preludium op. 17 nr 3 i Dess-dur
  - Preludium op. 17 nr 4 i b♭-moll
  - Preludium op. 17 nr 5 i f-moll
  - Preludium op. 17 nr 6 i B♭-dur
  - Preludium op. 17 nr 7 i g-moll
- Opus 18: Allegro de concert (Konsertallegro) i b♭-moll (1896)
- Opus 19: Sonat nr 2 i giss-moll (1897)
- Opus 20: Pianokonsert i fiss-moll (1896)
- Opus 21: Polonaise i b♭-moll (1897)
- Opus 22: Fyra Preludier (1897)
  - Preludium op. 22 nr 1 i giss-moll
  - Preludium op. 22 nr 2 i ciss-moll
  - Preludium op. 22 nr 3 i H-dur
  - Preludium op. 22 nr 4 i h-moll
- Opus 23: Sonat nr 3 i fiss-moll (1898)
- Opus 24: Rêverie för orkester (1898)
- Opus 25 Nio Mazurkor (1899)
  - Mazurka op. 25 nr 1 i f-moll
  - Mazurka op. 25 nr 2 i C-dur
  - Mazurka op. 25 nr 3 i e-moll
  - Mazurka op. 25 nr 4 i E-dur
  - Mazurka op. 25 nr 5 i ciss-moll
  - Mazurka op. 25 nr 6 i Fiss-dur
  - Mazurka op. 25 nr 7 i fiss-moll
  - Mazurka op. 25 nr 8 i H-dur
  - Mazurka op. 25 nr 9 i ess-moll
- Opus 26: Symfoni nr 1 i E-dur (1900)
- Opus 27: Två Preludier (1901)
  - Preludium op. 27 nr 1, Patetico i g-moll
  - Preludium op. 27 nr 2, Andante i H-dur
- Opus 28: Fantaisie i h-moll (1900)
- Opus 29: Symfoni nr 2 i c-moll (1902)

### Opus 30–58
- Opus 30: Sonat nr 4 i Fiss-dur (1903)
- Opus 31: Fyra Preludier
  - Preludium op. 31 nr 1 i Dess-dur/C-dur
  - Preludium op. 31 nr 2 i fiss-moll
  - Preludium op. 31 nr 3 i Ess-dur
  - Preludium op. 31 nr 4 i Ass-dur
- Opus 32 Två Poem
  - Poem op. 32 nr 1 i Fiss-dur
  - Poem op. 32 nr 2 i D-dur
- Opus 33: Opus 33 Fyra Preludier
  - Preludium op. 33 nr 1 i E-dur
  - Preludium op. 33 nr 2 i Fiss-dur
  - Preludium op. 33 nr 3 i C-dur
  - Preludium op. 33 nr 4 i Ass-dur
- Opus 34 Poème tragique
- Opus 35 Tre Preludier
  - Preludium op. 35 nr 1 i Dess-dur
  - Preludium op. 35 nr 2 i B♭-dur
  - Preludium op. 35 nr 3 i C-dur
- Opus 36 Poème satanique
- Opus 37 Fyra Preludier
  - Preludium op. 37 nr 1 i b♭-moll
  - Preludium op. 37 nr 2 i Fiss-dur
  - Preludium op. 37 nr 3 i H-dur
  - Preludium op. 37 nr 4 i g-moll
- Opus 38 Vals i Ass-dur
- Opus 39 Fyra Preludier
  - Preludium op. 39 nr 1 i Fiss-dur
  - Preludium op. 39 nr 2 i D-dur
  - Preludium op. 39 nr 3 i G-dur
  - Preludium op. 39 nr 4 i Ass-dur
- Opus 40 Två Mazurkor
  - Mazurka op. 40 nr 1 i Dess-dur
  - Mazurka op. 40 nr 2 i Fiss-dur
- Opus 41 Poem
- Opus 42 Åtta Etyder
  - Etyd op. 42 nr 1 i Dess-dur
  - Etyd op. 42 nr 2 i fiss-moll
  - Etyd op. 42 nr 3 i Fiss-dur
  - Etyd op. 42 nr 4 i Fiss-dur
  - Etyd op. 42 nr 5 i ciss-moll
  - Etyd op. 42 nr 6 i Dess-dur
  - Etyd op. 42 nr 7 i f-moll
  - Etyd op. 42 nr 8 i Ess-dur
- Opus 43: Symfoni nr 3 Le divin poème
- Opus 44 Två Poem
  - Poem op. 44 nr 1 i C-dur
  - Poem op. 44 nr 2 i C-dur
- Opus 45 Trois Morceaux
  - Feuillet d'album op. 45 nr 1 i Ess-dur
  - Poème fantastique op. 45 nr 2 i C-dur
  - Preludium op. 45 nr 3 i Ess-dur
- Opus 46: Scherzo
- Opus 47: Quasi Vals i F-dur
- Opus 48: Fyra Preludier
  - Preludium op. 48 nr 1 i Fiss-dur
  - Preludium op. 48 nr 2 i C-dur
  - Preludium op. 48 nr 3 i Dess-dur
  - Preludium op. 48 nr 4 i C-dur
- Opus 49: Trois Morceaux
  - Etyd op. 49 nr 1 i Ess-dur
  - Preludium op. 49 nr 2 i F-dur
  - Rêverie op. 49 nr 3 i C-dur
- Opus 51: Quatre Morceaux (1906)
  - Fragilité, Opus 51 nr 1
  - Preludium, Opus 51 nr 2
  - Poème Aile, Opus 51 nr 3
  - Danse Languide, Opus 51 nr 4
- Opus 52: Trois Morceaux
  - Poem op. 52 nr 1 i C-dur
  - Enigma op. 52 nr 2
  - Poème languide op. 52 nr 3 i H-dur
- Opus 53: Sonat nr 5
- Opus 54 Symfoni nr 4 Le Poème de l'extase
- Opus 56 Quatre Morceaux
  - Preludium op. 56 nr 1 i E-dur
  - Ironies op. 56 nr 2 i C-dur
  - Nuances op. 56 nr 3
  - Etyd op. 56 nr 4
- Opus 57 Deux Morceaux
  - Désir op. 57 nr 1
  - Caresse dansée op. 57 nr 2
- Opus 58 Feuillet d'album

### Opus 59–74
- Opus 59 Deux Morceaux
  - Poème op. 59 nr 1
  - Preludium op. 59 nr 2
- Opus 60 Prometheus: Le Poème de feu
- Opus 61 Poème-Nocturne
- Opus 62 Sonat nr 6
- Opus 63 Två Poèmes
  - Poème op. 63 nr 1 Masque
  - Poème op. 63 nr 2 Etrangete
- Opus 64 Sonat nr 7
- Opus 65 Tre Etyder
- Opus 66 Sonat nr 8
- Opus 67 Två Preludier
  - Preludium op. 67 nr 1 Andante
  - Preludium op. 67 nr 2 Presto
- Opus 68 Sonat nr 9
- Opus 69 Två Poèmes
  - Poème op. 69 nr 1 Allegretto
  - Poème op. 69 nr 2 Allegretto
- Opus 70 Sonat nr 10
- Opus 71 Två Poèmes
- Opus 72 Vers la flamme
- Opus 73 Två danser
  - Guirlandes op. 73 nr 1
  - Flammes sombres op. 73 nr 2
- Opus 74 Fem Preludier
  - Preludium op. 74 nr 1 Douloureux, déchirant
  - Preludium op. 74 nr 2 Très lent, contemplatif
  - Preludium op. 74 nr 3 Allegro drammatico
  - Preludium op. 74 nr 4 Lent, vague, indécis
  - Preludium op. 74 nr 5 Fier, belliqueux